# Budikovany
Budikovany es un municipio del distrito de Rimavská Sobota en la región de Banská Bystrica, Eslovaquia, con una población estimada, a finales del año 2020, de 61 habitantes. 
Se encuentra ubicado al este de la región, en la cuenca hidrográfica del río Sajó —un afluente derecho del río Tisza— y cerca de la frontera con la región de Košice y con Hungría.

## Demografía
| Año        | 1994 | 2004     | 2014 | 2024     |
| ---------- | ---- | -------- | ---- | -------- |
| Población  | 69   | 59       | 59   | 66       |
| Diferencia |      | −14,49 % | +0 % | +11,86 % |

| Año        | 2023 | 2024    |
| ---------- | ---- | ------- |
| Población  | 65   | 66      |
| Diferencia |      | +1,53 % |